# Gerrit Klein (acteur)
Gerrit Klein (Bonn, 6 september 1991) is een Duits acteur. 
Hij speelde van 2012 tot 2013 de rol van Jack Leopold in de Nickelodeon-Studio 100 televisieserie Hotel 13. Hij kreeg eerder ook al bekendheid met zijn rol als Vincent Trabas in Das Haus Anubis, de Duitse versie van Het Huis Anubis.
Daarnaast is hij eveneens actief in het theatergezelschap van het Junges Theater Bonn, en stond met meerdere producties al een aantal malen op de planken, waaronder in 2005 met Meneer Ibrahim en de bloemen van de koran van Éric-Emmanuel Schmitt en in 2008 met Beautiful Thing van Jonathan Harvey.
In 2013 speelde Klein in de Duitse televisiefilm Nichts mehr wie vorher, als Sven.

## Filmografie

### Speelfilms
- 2009: Keine Angst
- 2010: Schurkenstück
- 2010: Der Mauerschütze
- 2011: Die Ausbildung (bioscoop)
- 2011: Bloch: Der Heiland
- 2012: Frisch gepresst (bioscoop)
- 2013: Wie Tag und Nacht
- 2013: Nichts mehr wie vorher
- 2018: Inga Lindström – Das Geheimnis der Nordquists
- 2020: Kreuzfahrt ins Glück – Hochzeitsreise nach Menorca
- 2020: Das Tal der Mörder
- 2022: Inga Lindström – Geliebter Feind
- 2022: Der Fuchs (als producent)
- 2022: Extraklasse – On Tour

### televisieseries, doorlopende rollen
- 2011: Grimmsberg (hoofdrol)
- 2012: Das Haus Anubis (bijrol)
- 2012–2013: Hotel 13 (hoofdrol)
- 2013–2016: Herzensbrecher – Vater von vier Söhnen (hoofdrol)
- 2020: Sunny – Wer bist du wirklich? (hoofdrol)

### televisieseries, rollen per aflevering
- 2009: Rennschwein Rudi Rüssel (aflevering: Rudi geht baden)
- 2009: Alarm für Cobra 11 (aflevering: Bruderliebe)
- 2010: Countdown – Die Jagd beginnt (aflevering: Blutsbande)
- 2011: SOKO Köln (aflevering: Klassentreffen)
- 2012: Heiter bis tödlich: Henker & Richter (aflevering: Schmerzfrei)
- 2014: Der Knastarzt (aflevering: Angezählt)
- 2014: SOKO Stuttgart (aflevering: Gefährliche App)
- 2015–2016: Der Lehrer (2 afleveringen)
- 2015: In aller Freundschaft (aflevering 691)
- 2018: Bettys Diagnose (seizoen 4, aflevering 19)
- 2018: In aller Freundschaft (aflevering 805)
- 2018: Beat (aflevering 2)
- 2021: SOKO Leipzig: Kampf ums Paradies – Regie: Patrick Winczewski

## Theater
- 2005: Monsieur Ibrahim und die Blumen des Koran (Junges Theater Bonn, Regie: Marco Dott – HR: Momo)
- 2005: Herr der Diebe (Junges Theater Bonn, Regie: Marco Dott – NR: Moska)
- 2006: Drachenreiter (Admirals Palast Berlin, Regie: Marco Dott – NR: Lama)
- 2007: Tintenherz das Musical (Junges Theater Bonn, Regie: Marco Dott – NR: danser)
- 2007: Herr der Fliegen (Junges Theater Bonn, Regie: Marco Dott – HR: Jack)
- 2008: Beautiful Thing (Junges Theater Bonn, Regie: Andreas Lachnit – HR: Ste)

- Gemeinsame Normdatei: 1062087887
- International Standard Name Identifier: 0000 0001 3071 4061
- Virtual International Authority File: 311685872